# Charles-Édouard Chaise
Charles-Édouard Chaise est un peintre français néoclassique né à Paris en 1759 et mort à Fontainebleau le 3 septembre 1799. 

## Biographie
Charles-Édouard Chaise naît à Paris en 1759. Son père, peintre et surtout marchand de tableaux, était membre de l'Académie de Saint-Luc de la Guilde de Paris. Charles-Édouard Chaise est élève de Jean Bonvoisin en 1775, puis de Jean-Jacques Lagrenée. En 1778, il reçoit le second prix de Rome, avec le sujet: David condamne à mort l'Amalécite apportant le diadème de Saul.

## Critique
Dominique Jacquot, qui a identifié l’auteur du tableau du musée des beaux-arts de Strasbourg, a présenté cet artiste dans un article de La Revue des Musées de France. Revue du Louvre.

## Tableaux et dessin conservés dans les musées

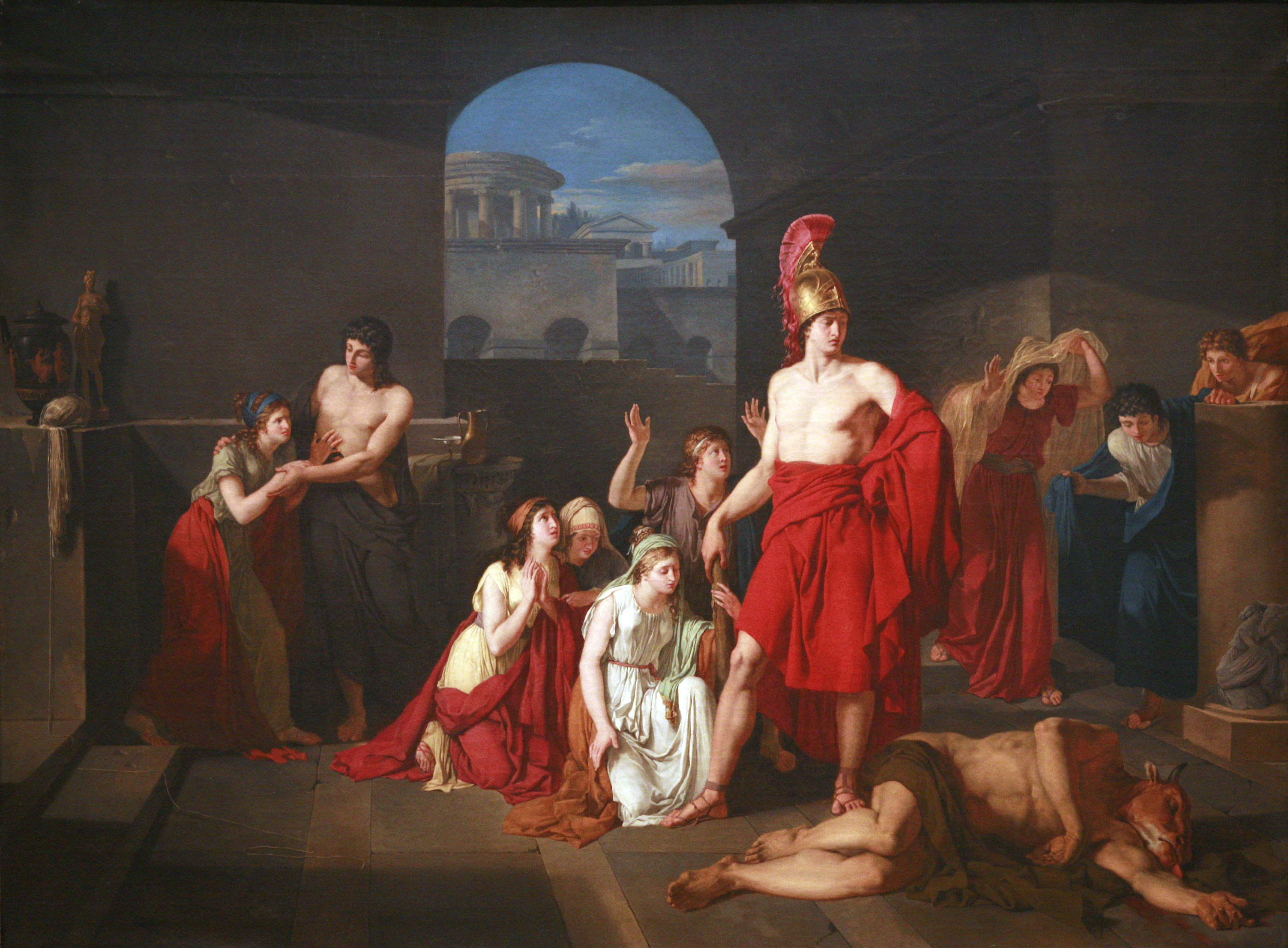
Thésée vainqueur du Minotaure, huile sur toile, vers 1791.

- Nancy, Musée des beaux-arts - Herminie pleurant Tancrède, dessin daté de 1792.
- Reims, Musée des beaux-arts - Les filles de Pélias demandant à Médée le rajeunissement de leur père, huile sur toile.
- Strasbourg, Musée des beaux-arts - Thésée vainqueur du Minotaure, huile sur toile.

## Salons
1783, Salon de la Correspondance
- XXII - Une Vestale qui offre un sacrifice.
- XXIII - Une autre qui renverse l’Autel sur lequel brûle le feu sacré.
- XXIV - L’Enfant prodigue.
- LIX - Un tableau représentant l’Espérance qui console l’Amour.
- LX - Une esquisse représentant l’Innocence séduite par l’Amour.

1791, Salon de la Société des Amis des Arts
- no 61 - Esquisse de son Tableau d’Œdippe découvert par les Bergers.
- no 62 - Esquisse de son tableau de la mort de Diogène.
- no 63 - Dessin aux trois crayons, sujet d’histoire.
- no 95 - La Prudence endormie.

Salons (de l'ex-académie Royale)
1791 
- no 128 - Une jeune fille faisant une offrande au dieu Pan.
- no 647 - La Prudence endormie.
- no 724 - Bergers d’Arcadie.
- no 733 - Les filles de Pélias demandant à Médée le rajeunissement de leur père, Musée de Reims.
- no 764 - Fête à Bacchus.

1793
- no 23 - Deux jeunes personnes à une fenêtre.
- no 260 - Septime Sévère reprochant à son fils d’avoir voulu l’assassiner.
- no 266 - Une jeune femme à sa toilette.